# Epsilogaster fullertoni
Epsilogaster fullertoni är en stekelart som beskrevs av Pitz 2004. Epsilogaster fullertoni ingår i släktet Epsilogaster och familjen bracksteklar. Inga underarter finns listade i Catalogue of Life.